# Волошское сельское поселение
Во́лошское сельское поселе́ние или муниципальное образование «Волошское» — муниципальное образование  со статусом сельского поселения в Коношском муниципальном районе Архангельской области.
Соответствует административно-территориальной единице в Коношском районе — Волошский сельсовет.
Административный центр — посёлок Волошка.

## География
Волошское сельское поселение находится на севере Коношского муниципального района, на Коношской возвышенности. К северу от Волошского поселения находится Няндомский район, к западу — Каргопольский район, к югу — Вохтомское сельское поселение. Крупнейшие реки в поселении: Волошка и Вандыш.

## История
Муниципальное образование было образовано в 2006 году.
В 1945 году посёлок Волошка, Вохтомский и Доровский сельсоветы были перечислены в состав Коношского района. В 1957 году населённый пункт Усть-Нименьга Андреевского сельсовета был передан в состав Волошского поссовета Коношского района. По решению облисполкома от 9 февраля 1963 года посёлок Волошка вошёл в состав Няндомского промышленного района. Указом президиума Верховного Совета РСФСР от 12 января 1965 года и решением архангельского Облисполкома от 18 января 1965 года Няндомский промышленный район упразднялся, а рабочий посёлок Волошка был передан в состав вновь образованного Коношского района.

## Население
| 2010 | 2011  | 2012  | 2013  | 2014  | 2015 | 2016 | 2017 | 2018 |
| ---- | ----- | ----- | ----- | ----- | ---- | ---- | ---- | ---- |
| 1178 | ↘1168 | ↘1103 | ↘1059 | ↘1022 | ↘975 | ↘919 | ↘863 | ↘820 |
| 2019 | 2020  | 2021  | 2023  |       |      |      |      |      |
| ↘770 | ↘732  | ↘575  | ↘550  |       |      |      |      |      |

## Состав сельского поселения
В состав Волошского сельского поселения входят посёлки:
- Вандыш
- Волошка